# Saint-Ferme
Saint-Ferme is een gemeente in het Franse departement Gironde (regio Nouvelle-Aquitaine) en telt 346 inwoners (2004). De plaats maakt deel uit van het arrondissement Langon.

## Geografie
De oppervlakte van Saint-Ferme bedraagt 20,5 km², de bevolkingsdichtheid is 16,9 inwoners per km².
De onderstaande kaart toont de ligging van Saint-Ferme met de belangrijkste infrastructuur en aangrenzende gemeenten.

## Demografie
Onderstaande figuur toont het verloop van het inwonertal (bron: INSEE-tellingen).